# Joe Polowsky

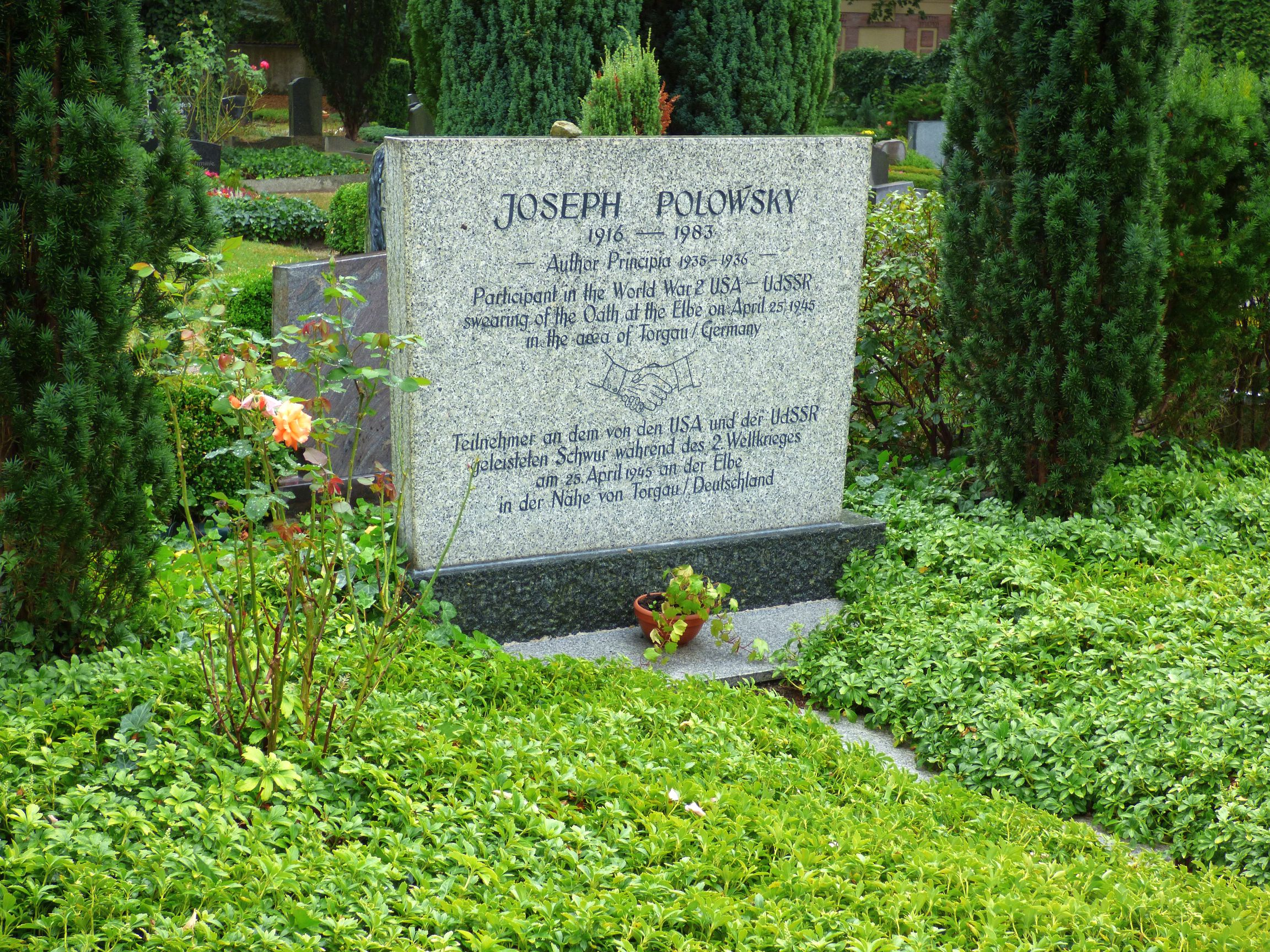
Joe Polowskys Grab und Gedenkstein in Torgau

Joseph „Joe“ P. Polowsky (* 2. Oktober 1916 in Chicago, Illinois; † 17. Oktober 1983 ebenda) war ein US-amerikanischer Soldat und Friedensaktivist. Weltbekannt wurde Polowsky am Ende des Zweiten Weltkrieges durch das erste Zusammentreffen US-amerikanischer und sowjetischer Truppen an der Elbe in der Nähe von Torgau, dem Elbe Day. Eine von dem aus Kalifornien stammenden PFC Igor N. Belousevitch aus der dritten Patrouille der 69th Infantry Division unter Major Fred W. Craig erstellte Fotografie, die den jungen US-Soldaten stehend auf einem Jeep vor einem Haus im südbrandenburgischen Burxdorf zeigt, sowie weitere Aufnahmen, die im selben Ort und im sächsischen Kreinitz entstanden, gingen anschließend durch die Weltpresse. Die historischen Fotoaufnahmen dieser Begegnung wurden in zahlreichen Geschichtsbüchern veröffentlicht. In der Zeit des Kalten Krieges setzte sich Polowsky für die Anerkennung des 25. April als „Weltfriedenstag“ ein und warb für eine bessere US-amerikanisch-sowjetische Verständigung. Gemäß seinem letzten Willen erhielt er trotz des noch bestehenden Eisernen Vorhangs 1983 seine letzte Ruhestätte auf dem evangelischen Friedhof in Torgau.

## Leben

### Jugend
Joseph P. Polowsky war der jüngste Sohn jüdischer Emigranten aus der Nähe des ukrainischen Kiew. Seine Familie änderte nach dem Tod des Vaters im Jahre 1927 ihren Namen in Palmer. Nach dem Besuch der Schule schrieb er sich an der Chicagoer Universität für die Kurse Philosophie, Politologie und Botanik ein. 1936 beendete er einen ersten Entwurf seines zwei Jahre zuvor begonnenen etwa eine Million Wörter umfassenden philosophischen Werkes „Principia“, welches er 1939 veröffentlichen wollte und dessen Name sich auf Isaac Newtons Werk Philosophiae Naturalis Principia Mathematica bezieht. Die geplante Veröffentlichung seines Werkes verschob er schließlich nach Ausbruch des Zweiten Weltkrieges auf die Zeit nach dem Krieg.

### Der Schwur an der Elbe

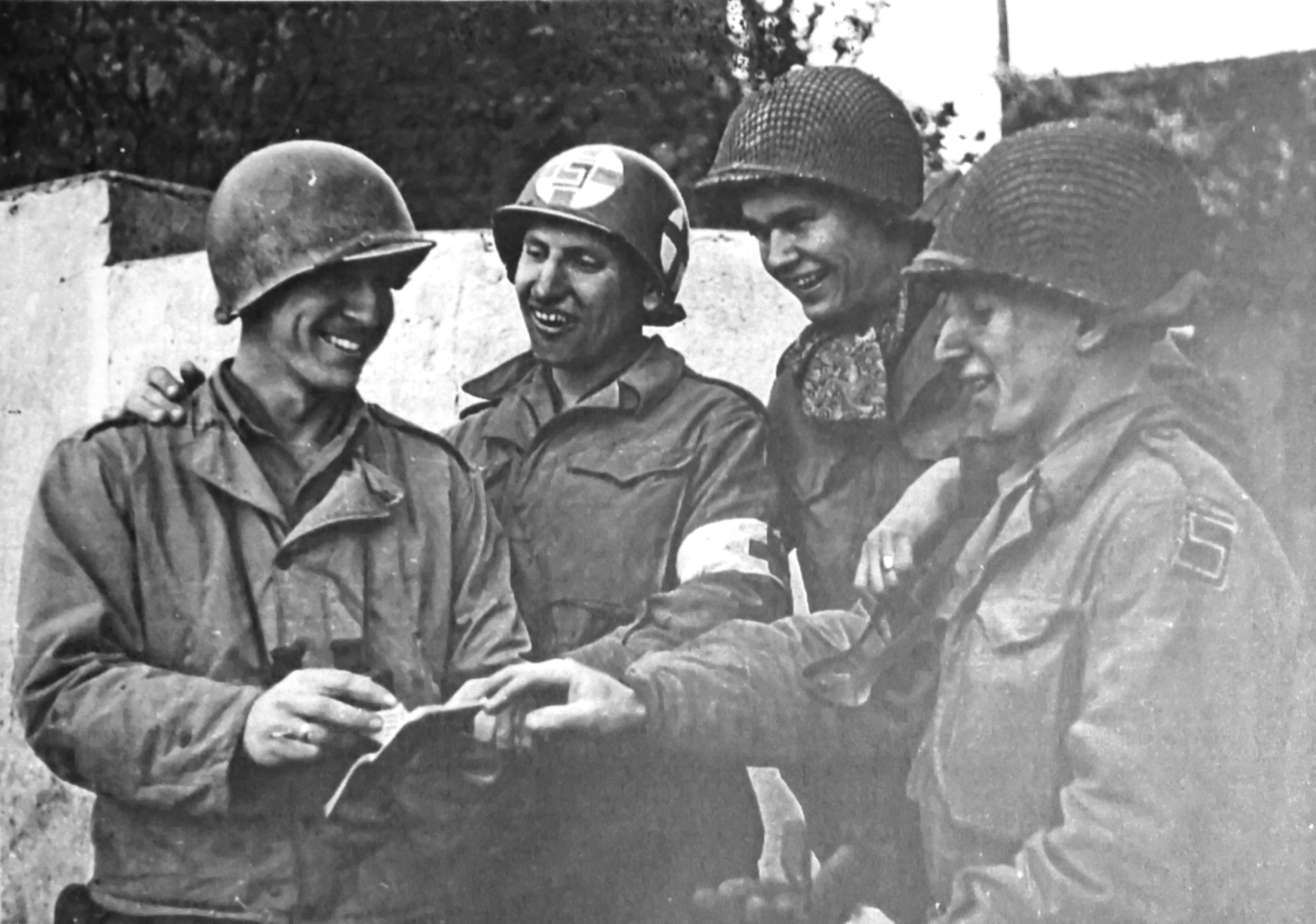
Leutnant Kotzebue und drei weitere Mitglieder der Patrouille

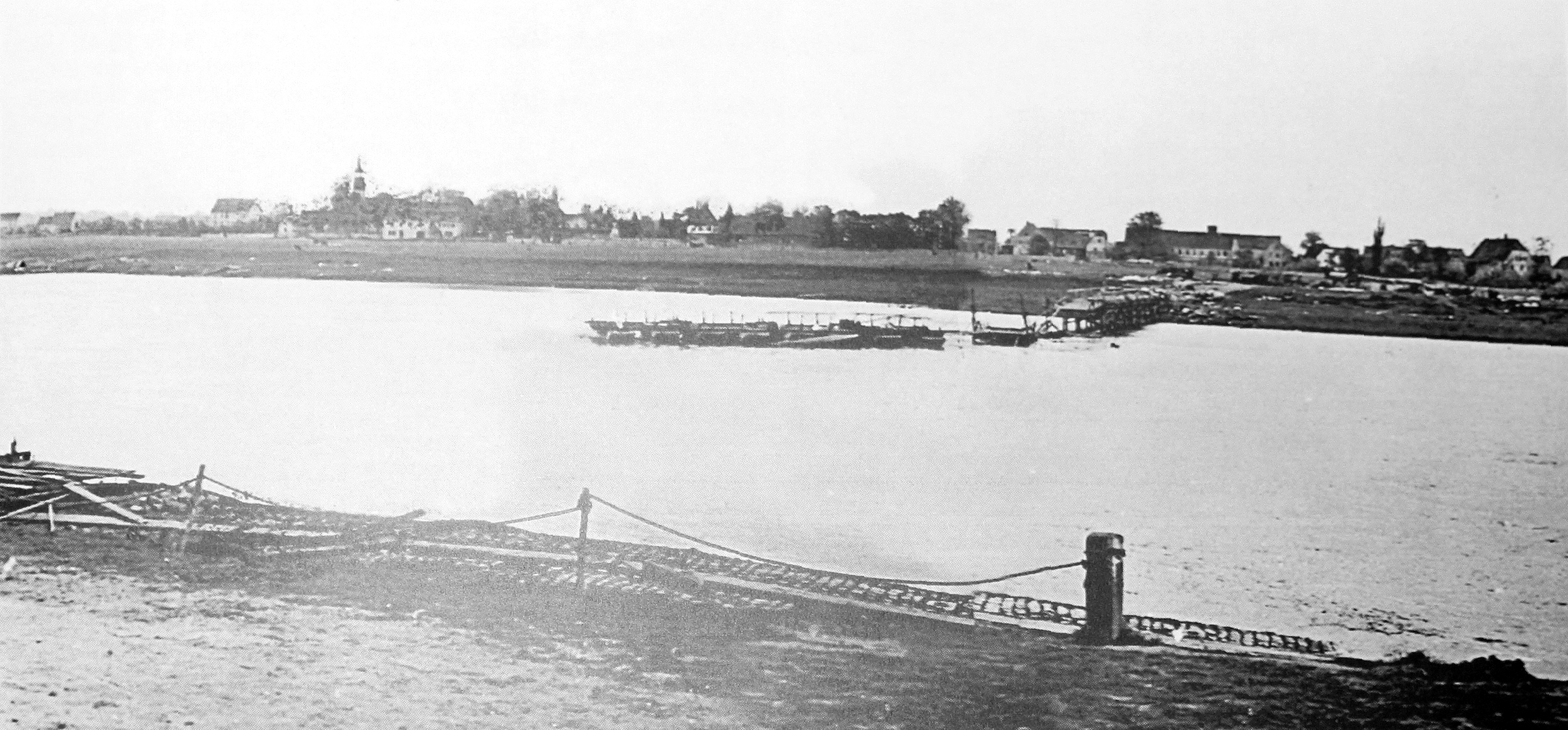
Die zerstörte Pontonbrücke von Lorenzkirch

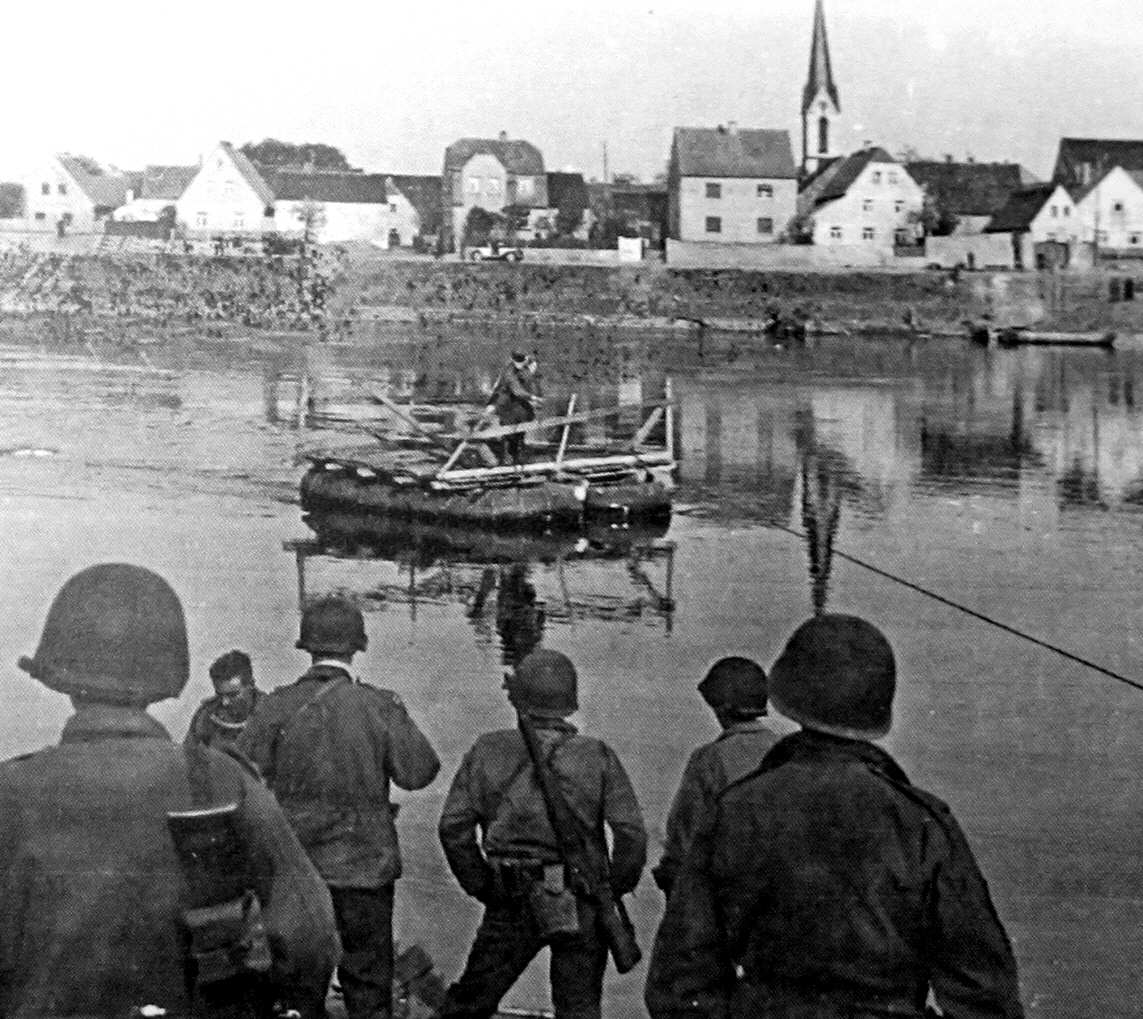
Die Kotzebue-Patrouille beim Übergang über die Elbe in Kreinitz

Im Dezember 1942 wurde Polowsky im Alter von 26 Jahren zur US Army einberufen. Hier war er während des Zweiten Weltkriegs Schütze in der 69. Infanterie-Division.
Am 24. April 1945 wurden nahe der sächsischen Kleinstadt Trebsen an der Mulde mehrere Patrouillen zusammengestellt, die etwa fünf Meilen über die Front hinausstoßen sollten. Die Aufgabe der ersten Patrouille unter Leitung von Leutnant Albert L. Kotzebue war es, zu erkunden, wo sich die Truppen der Roten Armee befanden, um unliebsame Zwischenfälle zwischen den beiden aufeinandertreffenden Armeen infolge von Missverständnissen zu vermeiden. Bei einem eventuellen Überschreiten dieser fünf Meilen würde die Patrouille auf eigenes Risiko operieren. Da er als einziger in der Kompanie gute Russischkenntnisse besaß, wurde auch Polowsky der Patrouille zugeteilt. Er sollte in dieser als Dolmetscher fungieren und saß bei Kotzebue mit im ersten Wagen des Zuges, der aus sieben Jeeps und insgesamt achtundzwanzig Männern bestand.
Am Morgen des 25. April erreichte man die Elbe bei Strehla. Auf der gegenüberliegenden Seite des Flusses wurden sowjetische Soldaten ausgemacht. Mit Leuchtraketen und Winken einigte man sich auf ein gemeinsames Treffen. Da die hier befindliche Pontonbrücke vor dem Eintreffen der beiden Armeen von deutschen Truppen gesprengt worden war, setzte gegen 11:30 Uhr eine siebenköpfige Truppe, unter ihnen Kotzebue und Polowsky sowie ein kurz zuvor befreiter polnischer Zwangsarbeiter mit einem Segelboot, das man zuvor am Ufer gefunden hatte, über die Elbe. Inmitten von etwa zwei- bis dreihundert Leichen deutscher Zivilisten, die zuvor zum Teil bei der Sprengung der Pontonbrücke, dann durch sowjetisches Artilleriefeuer getötet worden waren, begegneten sie dann auf den Elbwiesen bei Lorenzkirch dem sowjetischen Oberstleutnant Alexander Gordejew, Kommandeur des 175. Schützen-Regiments der 58. Gardeinfanterie-Division sowie weiteren Angehörigen der Roten Armee. Angesichts des Grauens, welches sich ihnen dort bot, darunter ein etwa fünf Jahre altes totes Mädchen, das in einer Hand eine Puppe hielt und mit der anderen Hand sich an seine ebenfalls tote Mutter klammerte, leisteten die Soldaten gemeinsam den „Schwur an der Elbe“, durch den sie sich verpflichteten, alles zu tun, um in der Zukunft einen neuen Krieg zu verhindern. Da man den Ort dieser Begegnung für heroische Fotoaufnahmen aufgrund der zahlreichen Toten für nicht geeignet hielt, brach man das Treffen ab und verabredete sich zu weiteren Treffen, welche noch am selben Tag stattfanden. Um Schuldzuweisungen wegen der vielen getöteten Zivilisten zu entgehen, wurde das Treffen in Lorenzkirch nicht protokolliert und nicht veröffentlicht. Die Patrouille setzte gemeinsam mit vier sowjetischen Soldaten zurück über den Fluss. Von dort vermeldete Kotzebue über Funk die erste Begegnung mit den Sowjets.
Bei den späteren Treffen in Kreinitz und Burxdorf, die auf sowjetischer Seite offiziell als „erste Begegnung“ protokolliert wurde, entstanden dann die Aufnahmen, die durch die Weltpresse Beachtung fanden und in der Folgezeit in zahlreichen Geschichtsbüchern veröffentlicht wurden. Das amerikanische Protokoll des V. Korps wiederum vermerkte, dass diese erste Begegnung angeblich um 15:30 Uhr in Riesa stattfand. Zwei Tage später wurde eine Szene, die sich etwas später ebenfalls am 25. April in Torgau abspielte, mit dem symbolischen Handschlag des amerikanischen Leutnants Robertson und dem sowjetischen Leutnant Silwaschko nachgestellt. Anschließend wurden gleichlautende Presseerklärungen der Regierungen in London, Moskau und Washington herausgegeben.

### Polowsky als Friedensaktivist
Am 22. Januar 1946 wurde Joe Polowsky aus dem Kriegsdienst entlassen und er kehrte in die USA zurück. Fortan blieb er dem „Schwur an der Elbe“ treu und setzte sich vehement für die US-amerikanisch-sowjetische Freundschaft und den Frieden ein.
Ab 1947 bemühte er sich bei den Vereinten Nationen, um den 25. April zum Weltfriedenstag erklären zu lassen. Er berief sich dabei auf den „Schwur an der Elbe“ vom 25. April 1945 sowie auf die am selben Tag durchgeführte Konferenz von San Francisco, auf welcher die Charta der Vereinten Nationen erarbeitet wurde. Aus dem Protokoll der UNO-Generalversammlung vom 25. April 1949 geht hervor, dass Polowskys Bemühungen von Costa Rica, dem Libanon und den Philippinen unterstützt wurden. Sein Vorschlag hatte jedoch keinen Erfolg; im Juni 1950 war der Koreakrieg ausgebrochen und bereits in dessen Vorfeld hatten sich die Ost-West-Beziehungen merklich abgekühlt.
Um Geld für seinen Friedenskampf zu verdienen, unterbrach Polowsky erneut sein Studium und nahm eine Tätigkeit als Taxifahrer auf. 1955 besuchte er aufgrund einer ergangenen Einladung gemeinsam mit acht weiteren Kriegsveteranen anlässlich des zehnten Jahrestages der Begegnung Moskau. Finanziert werden konnte die Reise zum großen Teil durch das zuvor bei der Fernsehshow „Strike It Rich“ gewonnene Preisgeld, bei welcher die Veteranen zu diesem Zweck extra teilgenommen hatten. In den USA zeitweise wegen „unamerikanischer Umtriebe“ verfolgt, fand Polowsky Anerkennung in den Staaten des Ostblocks. Als im Januar 1959 der sowjetische Vizeregierungschef Anastas Mikojan in den USA weilte, besuchte dieser auch Joe Polowsky und dessen Familie. Polowsky wurde erneut nach Moskau eingeladen, wo es im Kreml gemeinsam mit weiteren US-Kriegsveteranen zu einem Treffen mit Staats- und Parteichef Nikita Chruschtschow kam.

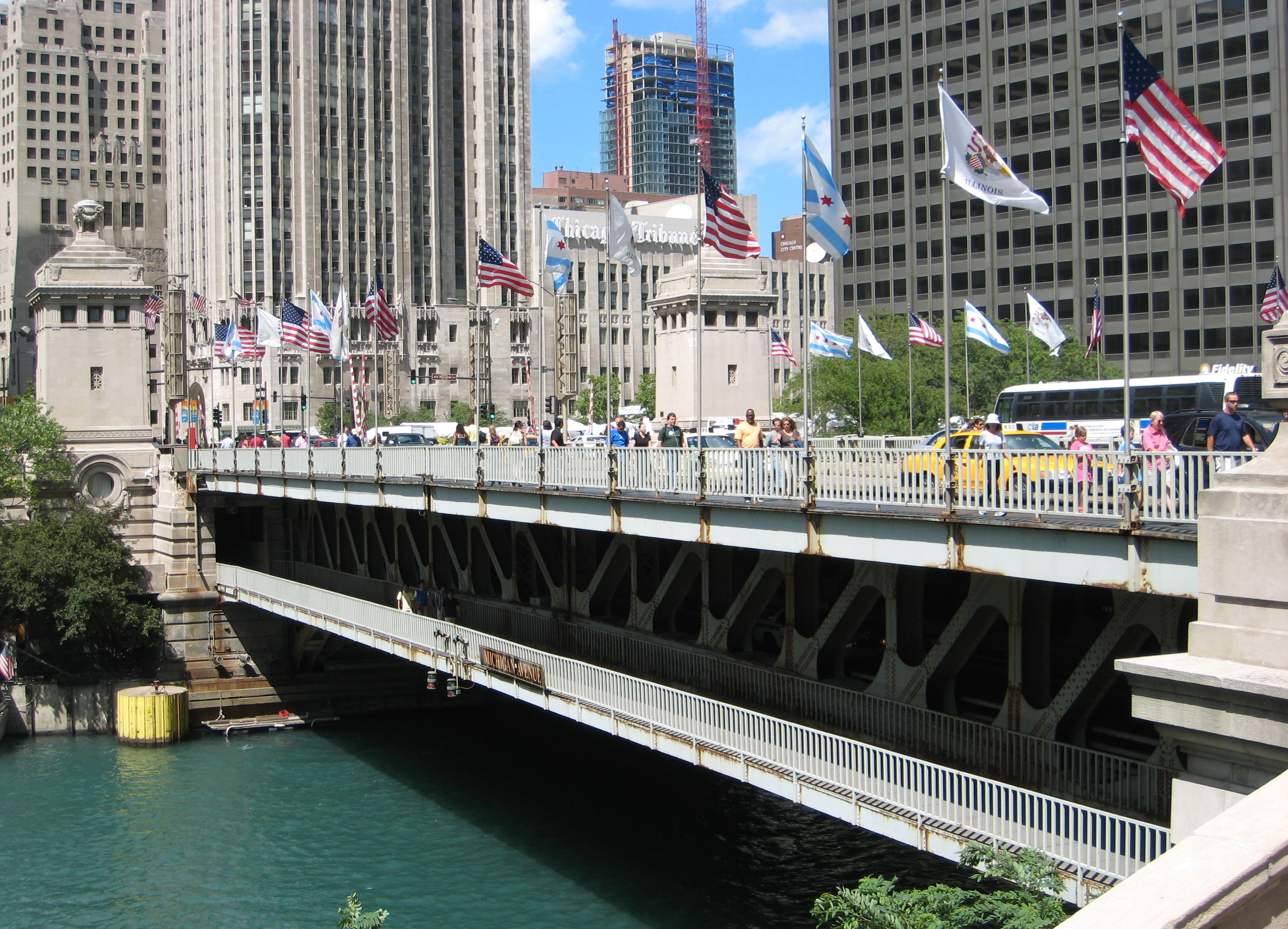
Die Michigan Avenue Bridge in Chicago, Ort der alljährlichen Mahnwache am 25. April von Joe Polowsky

Im April 1960 besuchte Polowsky das erste Mal Torgau, ein Jahr später folgte ein weiterer Besuch in der Stadt an der Elbe. Bei seinem zweiten DDR-Besuch wurde er auch am 23. April 1961 in Berlin vom Staatsratsvorsitzenden der DDR Walter Ulbricht empfangen. Trotz vieler Bemühungen Polowskys kam es später zu keinem weiteren Besuch in der DDR. Ein 1965 geplanter Besuch wurde durch den Torgauer Bürgermeister Seidler kurzfristig wieder abgesagt, und auch eine Anreise Polowskys zum 30. Jahrestag der Begegnung an der Elbe wurde abgelehnt.
Zum Gedenken an die geschichtsträchtige Begegnung von 1945 an der Elbe, hielt Polowsky alljährlich am 25. April auf der vielfrequentierten Michigan Avenue Bridge in seiner Heimatstadt Chicago eine Mahnwache. Er verteilte Flugblätter und warb auch um finanzielle Unterstützung für die Veröffentlichung seiner „Principia“. Seine letzte Mahnwache auf der Brücke hielt Polowsky, bereits an Darmkrebs leidend, am 25. April 1983.
Joe Polowsky starb am 17. Oktober 1983 im Chicagoer Lakeside-Hospital. In seinem Testament hatte er gebeten, in Torgau begraben zu werden.

### Begräbnis in Torgau
Die für seine Beerdigung erforderlichen Mittel von etwa 10.000 Dollar konnte Polowsky zu seinen Lebzeiten trotz diversen Spendenaufrufen nicht aufbringen. Jedoch erklärte sich nach seinem Tod der Buchhändler LeRoy Wolins (1929–2005), ein alter Freund Polowskys, Friedensaktivist und damals stellvertretender Vorsitzender der Organisation „Veterans for Peace“ aus Pullman im US-Bundesstaat Michigan, bereit, die Kosten zu übernehmen. Der Leichnam von Polowsky wurde dann trotz des noch bestehenden Eisernen Vorhangs in die DDR überführt und gemäß Polowskys Wunsch auf dem evangelischen Friedhof in Torgau beigesetzt. Die Beisetzung erfolgte am 26. November 1983, nachdem sie von Staats- und Parteichef Erich Honecker persönlich genehmigt worden war. Jeweils drei sowjetische und amerikanische Kriegsveteranen rollten den silbergrauen, von einer US-amerikanischen Flagge bedeckten Sarg zu seinem Grab. Reverend William Sloane Coffin, Pastor der Riverside Church in New York City, hielt die Grabrede. Anschließend wurden zum Gedenken an Joe Polowsky am sowjetischen Kriegsdenkmal von jeweils drei US-amerikanischen und sowjetischen Soldaten Kränze niedergelegt. 1984 erfolgte die Einweihung eines Gedenksteins am Grab Polowskys.
In einer vor dem US-Senat am 20. Februar 1985 gehaltenen Rede würdigte Senator Paul Simon den Friedenskampf Joe Polowskys sowie den „Schwur an der Elbe“. Noch im selben Jahr erklärten anlässlich des 40. Jahrestages der Begegnung an der Elbe vierzig US-Gouverneure in ihren Bundesstaaten den 25. April zum „Elbe Day“ beziehungsweise „World-Peace-Day“.

## Ehrungen

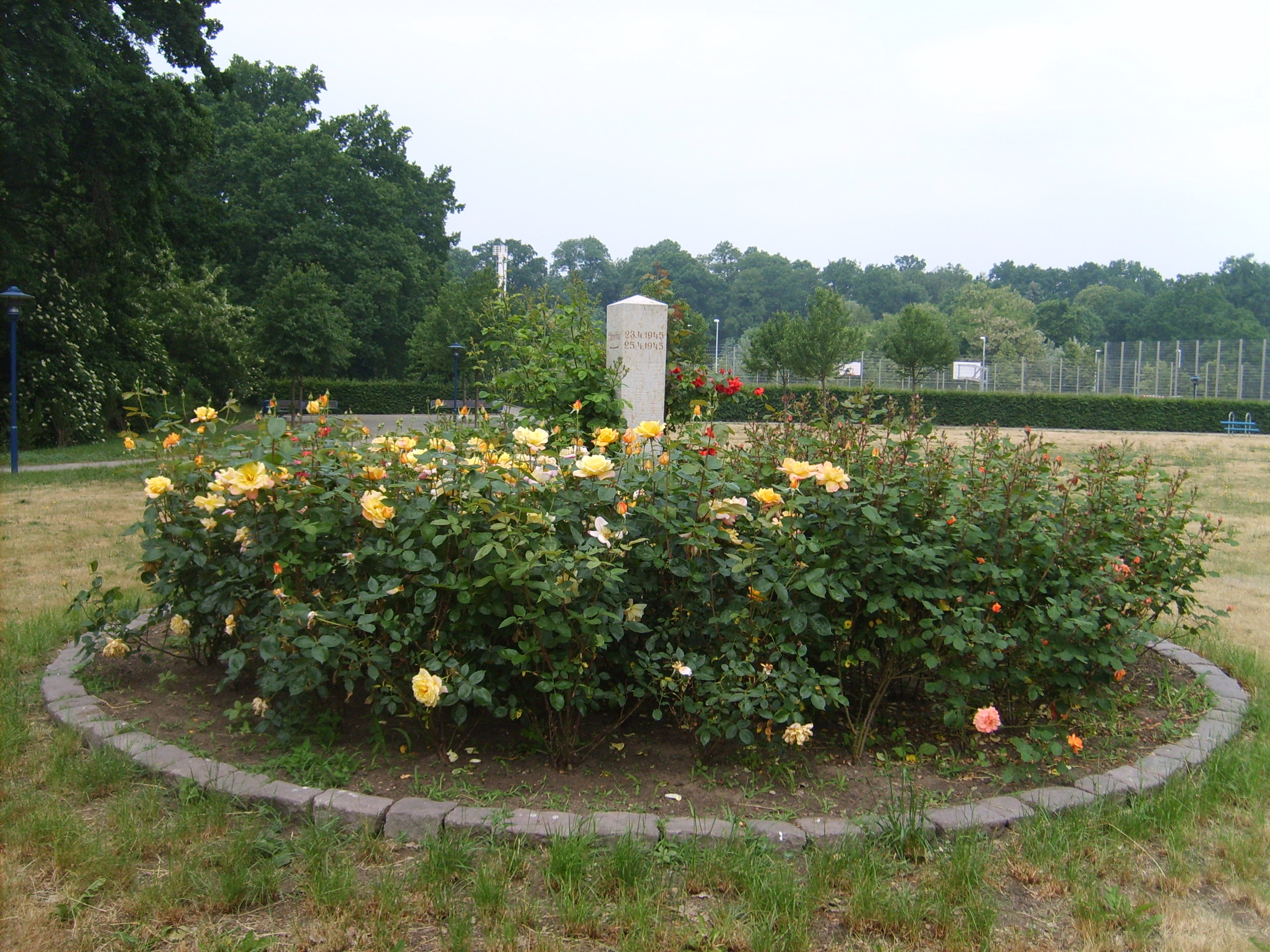
Die von Rosen umgebene Gedenkstele in Bad Liebenwerda

Joseph Polowsky wurde für seine Leistungen am 25. April 1945 mit dem Bronze Star ausgezeichnet. Diese Auszeichnung der US-Streitkräfte bekamen auch die anderen Mitglieder der Kotzebue-Patrouille, Albert Kotzebue selbst erhielt den Silver Star.
Das Grab Polowskys befindet sich mit einem Gedenkstein auf dem evangelischen Friedhof in Torgau. In Torgau trug außerdem seit 1995 bis zur Schließung 2008 das damals größte Gymnasium der Stadt den Namen „Joe-Polowsky-Gymnasium“. Die Stadt Torgau beabsichtigt derzeit, eine Straße im Bereich der ehemaligen Schule nach Polowsky zu benennen. In Kreinitz erinnert das „Begegnung an der Elbe – Museum“ an das historische Ereignis. Weitere Denkmäler befinden sich an der Abfahrt der Fähre von Strehla, vor dem Friedhof von Lorenzkirch, am Elbufer von Kreinitz und in Torgau.
Der Begegnung an der Elbe wird alljährlich mit dem Elbe Day gedacht.
In Bad Liebenwerda erinnert seit dem Jahr 2006 in einem neu angelegten Rosengarten eine knapp zwei Meter hohe Natursteinstele an das historische Ereignis an der Elbe. Die Stele ist von US-amerikanischen, russischen und deutschen Rosensorten umgeben. Darunter befindet sich auch eine neu gezüchtete Rosensorte, die auf den Namen „Joe-Polowsky-Friedensrose“ getauft wurde. Die Rose befindet sich außerdem im Rosengarten am Torgauer Schloss Hartenfels, wo sie unter Anwesenheit zahlreicher Ehrengäste am 24. April 2010 gepflanzt wurde.
Bei einem in Burxdorf errichteten Gedenkstein, welcher an das legendäre Zusammentreffen erinnern soll, wurden am 25. April 2010 im Rahmen einer kleinen Zeremonie ebenfalls zwei Stöcke dieser Rosensorte gepflanzt. Die Pflanzung nahm die erst nach dem Tod ihres Großvaters geborene Enkeltochter Alexis-Rose Polowsky vor, die zusammen mit ihrem Vater Ted Polowsky (* 1960), dem Sohn von Joseph Polowsky, zu den Gästen des Elbe Day 2010 in Torgau gehörte.
Der amerikanische Singer-Songwriter Fred Small verewigte Polowsky in seinem Song „At The Elbe“.

## Veröffentlichungen, Medien, Einzelnachweise
Die insbesondere vom sowjetischen Frontberichterstatter Igor Belousewitsch erstellten fotografischen Aufnahmen aus Lorenzkirch, Kreinitz und Burxdorf gegen Ende des Zweiten Weltkrieges, auf denen auch Joe Polowsky zu sehen ist, fanden zu jener Zeit in der Weltpresse Beachtung und später in zahlreichen Geschichtsbüchern Einzug. Dass auch einige der Aufnahmen im brandenburgischen Burxdorf entstanden, wo sich der Stab des 175. Gardeschützenregiments der Roten Armee befand, ist allerdings erst seit wenigen Jahren bekannt. Diese Aufnahmen wurden vorher dem sächsischen Kreinitz zugeordnet.
Auch Polowskys spätere Aktivitäten wurden in der Presse wahrgenommen, unter anderem berichteten die New York Times, der Chicago Tribune und die Literaturnaja gaseta. Polowsky selbst gab mit wechselhafter Resonanz Presseerklärungen und hielt -konferenzen ab. Der US-amerikanische Schriftsteller und Radiomoderator Studs Terkel berichtete in seinem Buch The Good War, das die Erlebnisse von Menschen aus allen Schichten während des Zweiten Weltkriegs darlegt, auch über Joe Polowsky. Terkel erhielt für dieses Werk 1985 den Pulitzer-Preis.
Der 1986 erschienene Dokumentarfilm „Joe Polowsky – ein amerikanischer Träumer“ von Wolfgang Pfeiffer wurde 1986 in Leipzig mit der „Goldenen Taube“ des Internationalen Leipziger Festivals für Dokumentar- und Animationsfilm ausgezeichnet. 1987 folgte der Friedensfilmpreis der Berlinale, die Begründung der Jury lautete damals: „Traditionellen und bis heute wirksamen Feindbildern setzt der Film die wahre Geschichte eines Träumers entgegen. Auf poetisch-humorvolle und künstlerisch herausragende Weise tritt der Regisseur für das Recht auf die friedliche Existenz eines jeden ein. Er ermuntert dazu, Völkerverständigung nicht den Regierenden zu überlassen.“
Der gebürtige Torgauer und Mitbegründer der Bürgerinitiative „Begegnung an der Elbe“ sowie Initiator des Torgauer Volksfestes „Down By The Riverside“, Günter Schöne, veröffentlichte 1997 in der edition ost das Buch Joe Polowsky: „Brücke zwischen den Welten: Erinnerungen an die Begegnung an der Elbe und ihre Folgen“. Die Textsammlung enthält Selbstzeugnisse Polowskys, Zeitungsbeiträge, Reden über ihn sowie Erinnerungen von Zeitgenossen. Darüber hinaus beschäftigten sich zahlreiche weitere Veröffentlichungen in den Medien mit den Ereignissen im April 1945 (→ Siehe auch den Hauptartikel: Elbe Day).